# Inundações no sul da Índia em 2015
As inundações no sul da Índia em 2015 são o resultado das fortes chuvas durante a temporada anual das monções de nordeste em novembro e dezembro de 2015. As regiões afetadas incluem a Costa de Coromandel, a região do sul da Índia, os estados de Tamil Nadu e Andhra Pradesh, e o território de Puducherry, sendo a cidade de Chennai a mais afetada. Como resultado, mais de 400 pessoas morreram e mais de 1,8 milhões de pessoas foram evacuadas, enquanto os danos e prejuízos têm sido estimados em mais de 15 bilhões de dólares.